# Claire Huynen
Claire Huynen (née le 12 juin 1970 à Liège) est une écrivain belge.

## Œuvres
- Marie et le vin, Paris, Le Cherche Midi, 1998, 122 p. + 1 CD  (ISBN 2-86274-583-9) - Prix de la première œuvre de la Communauté française de Belgique 1999
- Une rencontre, Paris, Le Cherche Midi, 2000, 115 p.  (ISBN 2-86274-746-7)
- Série grise, Paris, Le Cherche Midi, 2011, 108 p.  (ISBN 978-2-7491-1758-4)
- Néfertiti en bikini, Paris, Le Cherche Midi, 2015, 145 p.  (ISBN 978-2-7491-3624-0)
- À ma place, Paris, Le Cherche Midi, 2016, 122 p.  (ISBN 978-2-7491-4877-9)
- Ceci est mon corps, Paris, Arléa, 2024, 135 p.  (ISBN 978-2-36308-358-6)